# Nuoto ai XIX Giochi del Mediterraneo - 100 metri farfalla femminili
La gara dei 100 metri farfalla femminili ai XIX Giochi del Mediterraneo si è svolta il 4 luglio 2022. Al mattino si sono svolte le batterie, mentre la finale si è disputata nel pomeriggio.

## Podio
| Pos. | Atleta            | Nazione              |
| ---- | ----------------- | -------------------- |
|      | Lana Pudar        | Bosnia ed Erzegovina |
|      | Anna Ntountounaki | Grecia               |
|      | Ilaria Bianchi    | Italia               |

## Record
Prima della manifestazione il record del mondo (RM) e il record dei Giochi del Mediterraneo (RG) erano i seguenti.
|  | 55"48 | Sarah Sjöström | 7 agosto 2016 Rio de Janeiro |
|  | 57"59 | Elena Di Liddo | 23 giugno 2018 Tarragona     |

Durante la competizione è stato migliorato il seguente record:
|  | 57"55 | Lana Pudar |

## Risultati

### Batterie
| Pos. | Batteria | Corsia | Atleta              | Nazionalità          | Tempo   | Note |
| ---- | -------- | ------ | ------------------- | -------------------- | ------- | ---- |
| 1    | 1        | 4      | Ilaria Bianchi      | Italia               | 59"55   | Q    |
| 2    | 2        | 1      | Lana Pudar          | Bosnia ed Erzegovina | 59"81   | Q    |
| 3    | 1        | 5      | Claudia Tarzia      | Italia               | 1'00"05 | Q    |
| 4    | 2        | 3      | Mariana Cunha       | Portogallo           | 1'00"47 | Q    |
| 5    | 1        | 3      | Ana Monteiro        | Portogallo           | 1'00"59 | Q    |
| 6    | 2        | 4      | Anna Ntountounaki   | Grecia               | 1'00"62 | Q    |
| 7    | 2        | 5      | Georgia Damasioti   | Grecia               | 1'00"79 | Q    |
| 8    | 1        | 6      | Carla Hurtado       | Spagna               | 1'01"53 | Q    |
| 9    | 2        | 6      | Emma Morel          | Francia              | 1'02"37 |      |
| 10   | 1        | 2      | Juliette Marchand   | Francia              | 1'02"43 |      |
| 11   | 2        | 7      | Júlia Pujadas       | Spagna               | 1'03"45 |      |
| 12   | 2        | 2      | Defne Taçyıldız     | Turchia              | 1'03"99 |      |
| 13   | 1        | 7      | Lilia Sihem Midouni | Algeria              | 1'05"53 |      |

### Finale
| Pos. | Corsia | Atleta            | Nazionalità          | Tempo   | Note |
| ---- | ------ | ----------------- | -------------------- | ------- | ---- |
|      | 5      | Lana Pudar        | Bosnia ed Erzegovina | 57"55   |      |
|      | 7      | Anna Ntountounaki | Grecia               | 58"56   |      |
|      | 4      | Ilaria Bianchi    | Italia               | 59"06   |      |
| 4    | 6      | Mariana Cunha     | Portogallo           | 59"36   |      |
| 5    | 1      | Georgia Damasioti | Grecia               | 59"40   |      |
| 6    | 3      | Claudia Tarzia    | Italia               | 59"41   |      |
| 7    | 2      | Ana Monteiro      | Portogallo           | 1'00"13 |      |
| 8    | 8      | Carla Hurtado     | Spagna               | 1'01"03 |      |